# Убийство полицейских в Далласе (2016)
Убийство пяти полицейских в Далласе произошло 7 июля 2016 года. В Далласе (штат Техас, США) проходили демонстрации, посвящённые памяти двух чернокожих американцев, погибших от рук полиции в июле 2016 года — Алтона Стерлинга и Филандо Кастила. Во время акции были убиты пять полицейских и ранены ещё восемь. Кроме того, ранения получили ещё двое гражданских лиц. Убийца, который укрылся в здании местного колледжа, был ликвидирован путём подрыва бомбы на дистанционно-управляемом роботе MarkV-A1. Убийство подозреваемого при помощи робота — первый случай в истории полиции США.
Убийцей был Мика Хавьер Джонсон (2 июля 1991 — 8 июля 2016), чернокожий американец, родом из города Мескит штат Техас. Был военнослужащим ВС США и служил в Афганистане. Противозаконных действий до момента событий не совершал.
Это самое большое количество жертв среди полицейских, начиная с событий 11 сентября 2001 года в США.